# Neil Hope
Neil Hope était un acteur canadien, né le 24 septembre 1972 à Toronto et mort le 25 novembre 2007 à Hamilton en Ontario. Il est plus connu pour son rôle de  Derek « Wheels » Wheeler dans la série Les Années collège (Degrassi High) des années 1980. 

## Biographie

### Carrière
Neil Hope débute dans la série télévisée The Kids of Degrassi Street en jouant « Griff », puis participe à la série dérivée Les Années collège (Degrassi High) dans le rôle de Wheels jusqu’au début des années 1990. Il refait une apparition, en 2003, dans Degrassi : La Nouvelle Génération (Degrassi: The Next Generation), l'épisode fait se réunir la bande d'amis des « Zit Remedy », formé avec Archie « Snake » Simpson et Joey Jeremiah.

### Mort
Le 25 novembre 2007, à son domicile à Hamilton en Ontario, Neil Hope meurt d'un diabète de type 1, dont  les effets se sont aggravés par l'alcoolisme et son incapacité à suivre les injections d'insuline pour équilibrer sa maladie ; ce qui lui a provoqué une crise cardiaque. Sa mort est seulement ébruitée en 2012, par respect pour la vie privée de la famille Hope.

## Filmographie
Séries télévisées
- 1985-1986 : The Kids of Degrassi Street : « Griff » (10 épisodes)
- 1987-1991 : Les Années collège (Degrassi High) : Derek « Wheels » Wheeler (61 épisodes)
- 2001 : Degrassi : La Nouvelle Génération (Degrassi: The Next Generation) : Derek « Wheels » Wheeler (2 épisodes)

Téléfilm
- 1992 : School's Out de Kit Hood : Derek « Wheels » Wheeler